# Magna (miasto)
Magna, Al Magnah – miasto w północno-zachodniej Arabii Saudyjskiej w prowincji Tabuk. Zlokalizowane jest na południowo-wschodnim wybrzeżu Zatoki Akaba Morza Czerwonego. W pobliżu miasta znajdują się dziewicze rafy koralowe.
Z miasta rozciąga się panorama na saudyjskie i egipskie (okolice Dahab) wybrzeże Morza Czerwonego.